# Den automatiserade framtiden
Den automatiserade framtiden är en svensk dokumentär från 2016 med manus och regi av Magnus Sjöström om hur den accelererande teknikutvecklingen i form av digitalisering, robotisering och automatisering formar om samhället och kan komma att påverka framtidens arbetsmarknad.
Dokumentären är producerad av UR och sändes ursprungligen i SVT den 19 oktober 2016.
Filmen fick internationell distribution med titeln “Automation and the future of jobs”.

## Beskrivning
Dokumentären undersöker hur den accelererande teknikutvecklingen i form av digitalisering, robotisering och automatisering omformar samhälle och arbetsmarknad. Den lyfter frågor som vad som händer med jobben i en värld som alltmer sköts av datorer och maskiner, om det kommer skapas nya jobb i samma takt som de gamla försvinner och vad människor ska göra i en framtid där hälften av alla jobb kan ha ersatts av maskiner och algoritmer.
Intervjuer med nationalekonomer och framtidsforskare varvas med besök på arbetsplatser runt om i världen som ger ledtrådar till hur framtiden kan komma att se ut. Filmmakarna åker till Silicon Valley för att undersöka hur långt man kommit med självkörande bilar, ett fenomen som kan komma att göra miljontals människor i transportindustrin onödiga. De besöker världens kanske mest effektiva lager, Quiet Logistics som istället för att avlöna tusentals arbetare satsat på 200 robotar. Och så berättas om den algoritmbaserad mjukvara som på egen hand skriver artiklar till den anrika tidningen Los Angeles Times.
Dokumentären avslutas med en diskussion om automatiseringens samhälleliga konsekvenser: vad som ska utgöra skattebas om allt fler arbetsmoment utförs av maskiner istället av människor och om möjligheten/nödvändigheten att införa basinkomst/medborgarlön.
Den automatiserade framtiden ingår i UR:s serie om teknikutvecklingens samhällseffekter. De övriga dokumentärerna i serien är Den mobila revolutionen (2014) och Vår digitala planet (2020).

## Medverkande
- Erik Brynjolfsson
- Carl Benedikt Frey
- Seth Baum
- Martin_Ford
- Danica_Kragić
- Roland_Paulsen
- Darja Isaksson